# Équipe d'Algérie de beach soccer
L'équipe d'Algérie de beach soccer est une sélection qui réunit les meilleurs joueurs algériens dans cette discipline.

## Palmarès
- Championnat d'Afrique
  - 6e : 2011.

### Coupe du monde
| Coupe du monde de beach soccer | Coupe du monde de beach soccer | Coupe du monde de beach soccer | Coupe du monde de beach soccer | Coupe du monde de beach soccer | Coupe du monde de beach soccer | Coupe du monde de beach soccer | Coupe du monde de beach soccer | Coupe du monde de beach soccer |
| Année                          | Résultat                       | Class.                         | J                              | G                              | N                              | P                              | Bp                             | Bc                             |
| ------------------------------ | ------------------------------ | ------------------------------ | ------------------------------ | ------------------------------ | ------------------------------ | ------------------------------ | ------------------------------ | ------------------------------ |
| 2005 à 2009                    | Aucune participation           | Aucune participation           | Aucune participation           | Aucune participation           | Aucune participation           | Aucune participation           | Aucune participation           | Aucune participation           |
| 2011                           | Non qualifié                   | Non qualifié                   | Non qualifié                   | Non qualifié                   | Non qualifié                   | Non qualifié                   | Non qualifié                   | Non qualifié                   |
| 2013 à 2025                    | Aucune participation           | Aucune participation           | Aucune participation           | Aucune participation           | Aucune participation           | Aucune participation           | Aucune participation           | Aucune participation           |
| Total                          | –                              | 0/1                            | –                              | –                              | –                              | –                              | –                              | –                              |

### Coupe d'Afrique
| Coupe d'Afrique des nations de beach soccer | Coupe d'Afrique des nations de beach soccer | Coupe d'Afrique des nations de beach soccer | Coupe d'Afrique des nations de beach soccer | Coupe d'Afrique des nations de beach soccer | Coupe d'Afrique des nations de beach soccer | Coupe d'Afrique des nations de beach soccer | Coupe d'Afrique des nations de beach soccer | Coupe d'Afrique des nations de beach soccer |
| Année                                       | Résultat                                    | Class.                                      | J                                           | G                                           | N                                           | P                                           | Bp                                          | Bc                                          |
| ------------------------------------------- | ------------------------------------------- | ------------------------------------------- | ------------------------------------------- | ------------------------------------------- | ------------------------------------------- | ------------------------------------------- | ------------------------------------------- | ------------------------------------------- |
| 2006 à 2009                                 | Aucune participation                        | Aucune participation                        | Aucune participation                        | Aucune participation                        | Aucune participation                        | Aucune participation                        | Aucune participation                        | Aucune participation                        |
| 2011                                        | Phase de groupe                             | 6e                                          | 3                                           | 1                                           | 0                                           | 2                                           | 14                                          | 19                                          |
| 2013 à 2024                                 | Aucune participation                        | Aucune participation                        | Aucune participation                        | Aucune participation                        | Aucune participation                        | Aucune participation                        | Aucune participation                        | Aucune participation                        |
| Total                                       | Phase de groupe                             | 0/1                                         | 3                                           | 1                                           | 0                                           | 2                                           | 14                                          | 19                                          |

### Coupe Arabe
| Coupe Arabe de Beach-soccer | Coupe Arabe de Beach-soccer | Coupe Arabe de Beach-soccer | Coupe Arabe de Beach-soccer | Coupe Arabe de Beach-soccer | Coupe Arabe de Beach-soccer | Coupe Arabe de Beach-soccer | Coupe Arabe de Beach-soccer | Coupe Arabe de Beach-soccer |
| Année                       | Résultat                    | Class.                      | J                           | G                           | N                           | P                           | Bp                          | Bc                          |
| --------------------------- | --------------------------- | --------------------------- | --------------------------- | --------------------------- | --------------------------- | --------------------------- | --------------------------- | --------------------------- |
| 2008                        | Phase de groupe             |                             |                             |                             |                             |                             |                             |                             |
| 2010                        | Aucune participation        | Aucune participation        | Aucune participation        | Aucune participation        | Aucune participation        | Aucune participation        | Aucune participation        | Aucune participation        |
| 2014                        | Aucune participation        | Aucune participation        | Aucune participation        | Aucune participation        | Aucune participation        | Aucune participation        | Aucune participation        | Aucune participation        |
| 2023 (en)                   | Aucune participation        | Aucune participation        | Aucune participation        | Aucune participation        | Aucune participation        | Aucune participation        | Aucune participation        | Aucune participation        |
| Total                       | Phase de groupe             | 0/1                         |                             |                             |                             |                             |                             |                             |